# Ogdoconta pulverulenta
Ogdoconta pulverulenta är en fjärilsart som beskrevs av William Schaus 1911. Ogdoconta pulverulenta ingår i släktet Ogdoconta och familjen nattflyn. Inga underarter finns listade i Catalogue of Life.